# Nola squalida
Nola squalida is een nachtvlinder uit de familie van de visstaartjes (Nolidae). 
De wetenschappelijke naam van de soort is voor het eerst geldig gepubliceerd door Staudinger in 1871.
De soort komt voor in Europa.